# Колименто (Л'Аквила)
Колименто (итал. Collimento) је насеље у Италији у округу Л'Аквила, региону Абруцо.
Према процени из 2011. у насељу је живело 124 становника. Насеље се налази на надморској висини од 949 м.